# Écault
Écault is een gehucht in de Franse gemeente Saint-Étienne-au-Mont in het departement Pas-de-Calais.
Het gehucht ligt op een heuvel (iets meer dan 100 meter hoog), centraal op het grondgebied van de gemeente. Ten zuidwesten bevindt zich hoofdzakelijk een natuur- en duinengebied. De andere grote kern van de gemeente, Pont-de-Briques, bevindt zich in de vallei zo'n twee kilometer ten noordoosten van Écault.

## Geschiedenis
Opgravingen in deze buurt hebben een Gallo-Romeinse nederzetting aan het licht gebracht (50-200 n.Chr.). Daarbij was sprake van activiteiten op basis van het hier voorkomende ijzerzandsteen. Ook Romeinse munten werden gevonden, waaronder één uit de regeringsperiode van Commodus.
Oude vermeldingen van de plaats gaan terug tot 1109 als Hecout. De naam zou van Germaans oorsprong zijn, "ech holt", "eik-hout".
De 18de-eeuwse Cassinikaart toont de plaats als Ecaux, net als de Carte de l'état-major uit het midden van de 19de eeuw. In de loop van de 19de en 20ste eeuw groeide de kern Pont-de-Briques in het noordoosten van de gemeente, op de grens met Saint-Léonard en Isques, uit tot grootste en geïndustrialiseerde kern van de gemeente. Écault en ook de oude kern van Saint-Étienne, gelegen op de heuvel, bleven landelijker.

## Bezienswaardigheden
- De Église Saint-Étienne, die zich eigenlijk bevindt in de oude kern van Saint-Étienne, iets te noordoosten van Écault, wordt tegenwoordig ook wel de kerk van Écault genoemd, ter onderscheid met een recentere kerk die eind 19de eeuw werd gebouwd in Pont-de-Briques, dat tegenwoordig als centrum van Saint-Étienne wordt beschouwd.
- Het Bos van Écault en de Dunes d'Écault.